# Alexandre Trauner
Alexandre Trauner (Budapest, 3 agosto 1906 – Omonville-la-Petite, 5 dicembre 1993) è stato uno scenografo ungherese, vincitore del Premio Oscar per la miglior scenografia con il film L'appartamento (1960) di Billy Wilder.

## Biografia
Dopo aver studiato alla Scuola di belle arti di Budapest, nel 1929 si trasferisce in Francia, a Parigi, per allontanarsi dall'antisemitismo del paese natale e raggiungere un ambiente artistico e intellettuale più stimolante.
Entra nel mondo del cinema lavorando come assistente dello scenografo Lazare Meerson a svariati film, fra i quali A me la libertà (À nous la liberté) (1931) di René Clair e La kermesse eroica (La Kermesse héroïque) (1935) di Jacques Feyder, maturando una inestimabile esperienza che può mettere a frutto nel corso degli anni trenta e quaranta contribuendo con il proprio lavoro di art design agli eccezionali risultati di un'epoca d'oro del cinema francese, così come vi contribuiscono con i loro differenti talenti Jacques Prévert alla sceneggiatura, Marcel Carné, Pierre Prévert, i fratelli Allégret e Jean Grémillon alla regia, Maurice Jaubert e Joseph Kosma alle musiche.
Negli anni cinquanta e sessanta lavora stabilmente ad Hollywood, in particolare con Billy Wilder, ottenendo nel 1961 l'Oscar per la miglior scenografia grazie al pluripremiato L'appartamento (1960). Sempre per Wilder lavorò, tra gli altri, in Irma la dolce (1963), per il quale ricostruì in studio varie ambientazioni parigine, poi in parte radicalmente modificate.
Il suo periodo americano si conclude a metà anni settanta, con L'uomo che volle farsi re (1975) di John Huston. Tornato in Francia, lavora con autori quali Joseph Losey, Bertrand Tavernier, Claude Berri e Luc Besson, ottenendo nel giro di un decennio, dal 1977 (Mr. Klein) al 1987 (Round Midnight - A mezzanotte circa), sette nomination ai Premi César, vincendo tre volte il premio per la migliore scenografia.

## Filmografia parziale
- Faut réparer Sophie, regia di Alexandre Ryder (1933)
- La kermesse eroica (La Kermesse héroïque) di Jacques Feyder (1935)
- Lo strano dramma del dottor Molyneux (Drôle de drame), regia di Marcel Carné (1937)
- Il porto delle nebbie (Le Quai des brumes), regia di Marcel Carné (1938)
- Albergo Nord (Hôtel du Nord), regia di Marcel Carné (1938)
- Tempesta (Remorques), regia di Jean Grémillon (1941)
- Amanti perduti (Les Enfants du paradis), regia di Marcel Carné (1945)
- Mentre Parigi dorme (Les Portes de la nuit), regia di Marcel Carné (1946)
- Rapsodia d'amore (Rêves d'amour), regia di Christian Stengel (1947)
- I miracoli non si ripetono (Les Miracles n'ont lieu qu'une fois) di Yves Allégret (1951)
- Otello (The Tragedy of Othello: The Moor of Venice), regia di Orson Welles (1952)
- Rififi (Du rififi chez les hommes), regia di Jules Dassin (1955)
- La regina delle piramidi (Land of the Pharaohs), regia di Howard Hawks (1955)
- Arianna (Love in the Afternoon), regia di Billy Wilder (1957)
- Testimone d'accusa (Witness for the Prosecution), regia di Billy Wilder (1957)
- La storia di una monaca (The Nun's Story), regia di Fred Zinnemann (1959)
- L'appartamento (The Apartment), regia di Billy Wilder (1960)
- Ancora una volta con sentimento (Once More, with Feeling! ), regia di Stanley Donen (1960)
- Uno, due, tre! (One, Two, Three), regia di Billy Wilder (1961)
- Irma la dolce (Irma la Douce), regia di Billy Wilder (1963)
- ...e venne il giorno della vendetta (Behold a Pale Horse), regia di Fred Zinnemann (1964)
- Baciami, stupido (Kiss Me, Stupid), regia di Billy Wilder (1964)
- Come rubare un milione di dollari e vivere felici (How to Steal a Million), regia di William Wyler (1966)
- La notte dei generali (The Night of the Generals), regia di Anatole Litvak (1967)
- La vita privata di Sherlock Holmes (The Private Life of Sherlock Holmes), regia di Billy Wilder (1970)
- Gli sposi dell'anno secondo (Les Mariés de l'an II), regia di Jean-Paul Rappeneau (1971)
- Questo impossibile oggetto (Story of a Love Story), regia di John Frankenheimer (1973)
- L'uomo che volle farsi re (The Man Who Would Be King), regia di John Huston (1975)
- Mr. Klein, regia di Joseph Losey (1976)
- Fedora, regia di Billy Wilder (1978)
- Don Giovanni, regia di Joseph Losey (1979)
- Colpo di spugna (Coup de torchon), regia di Bertrand Tavernier (1981)
- La Truite, regia di Joseph Losey (1982)
- Ciao amico (Tchao pantin), regia di Claude Berri (1983)
- Subway, regia di Luc Besson (1985)
- Round Midnight - A mezzanotte circa ('Round Midnight), regia di Bertrand Tavernier (1986)
- Il ladro dell'arcobaleno (The Rainbow Thief), regia di Alejandro Jodorowsky (1990)